# James Tenney

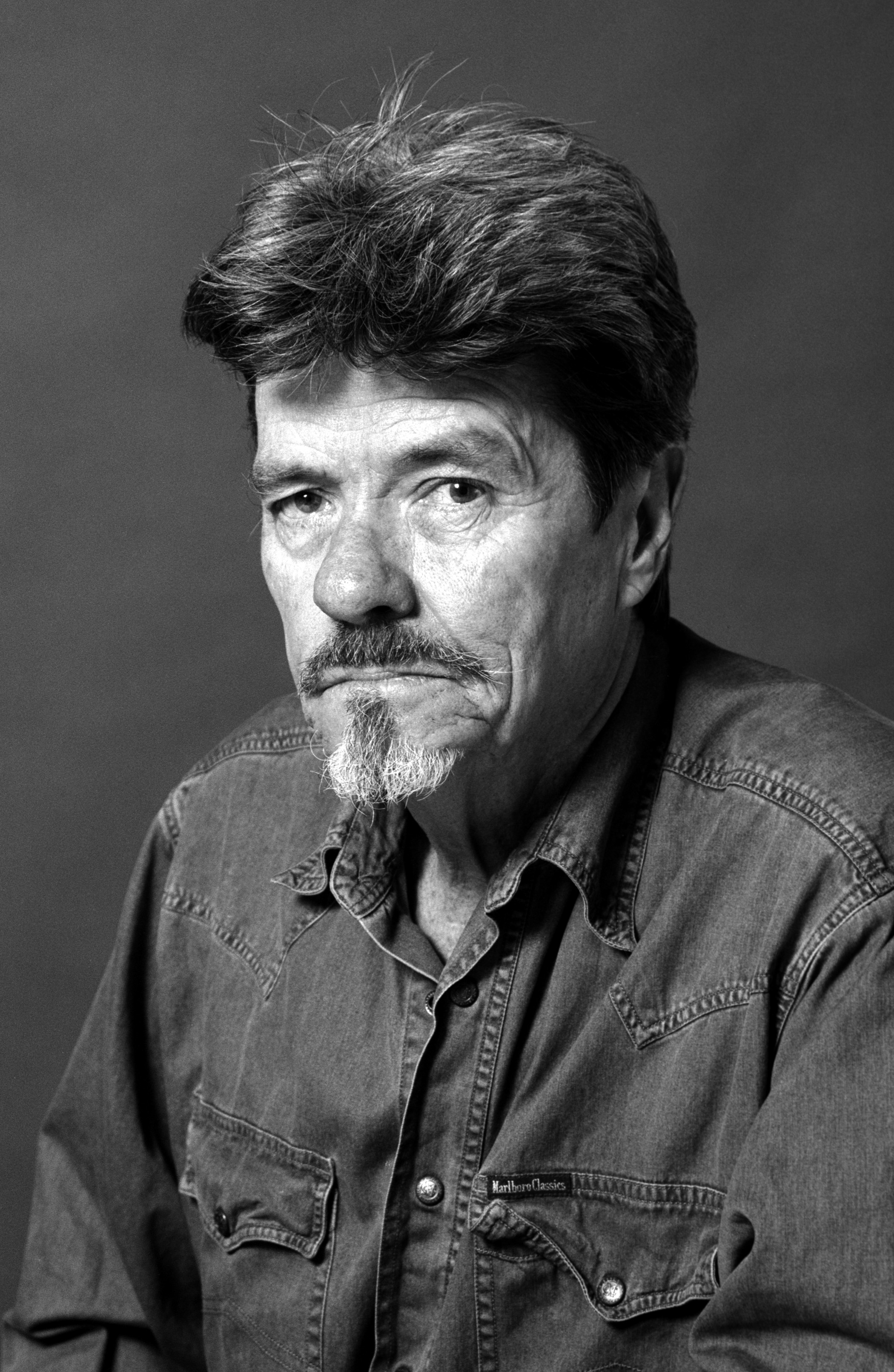
James Tenney, 2006

James Tenney (* 10. August 1934 in Silver City, New Mexico; † 24. August 2006 in Valencia, Kalifornien) war ein US-amerikanischer Komponist und Musiktheoretiker.

## Ausbildung
Tenney wuchs in Arizona und Colorado auf, wo er den ersten Klavier- und Kompositionsunterricht erhielt. Er studierte in New York, Vermont und Illinois unter anderem an der Juilliard School of Music und dem Bennington College. Sein Examen legte er an der Universität von Illinois ab. Von Eduard Steuermann wurde er am Klavier ausgebildet. Kompositionsunterricht erhielt er bei Edgard Varèse und John Cage.

## Künstlerischer Werdegang
Tenney war ein Pionier auf dem Gebiet der elektronischen und der Computer-Musik und arbeitete in den frühen 1960er Jahren in den Bell Telephone Laboratories an der Entwicklung von Programmen zur computergesteuerten Klangsynthese und Komposition.
In diesen Jahren pflegte James Tenney einen engen Kontakt zu der sogenannten New Yorker Avantgarde (John Cage, Morton Feldman, Earle Brown). Er war Mitbegründer und von 1963 bis 1970 Leiter des Tone Roads Chamber Ensemble in New York City, das mit elektroakustischer Musik experimentierte. Zu der Gruppe gehörten außer James Tenney auch Philip Corner und Malcolm Goldstein, Ihr Stil war „legendär, bisweilen schroff, nur nicht massenkompatibel“. (taz).
Tenney komponierte sowohl für Instrumente als auch für elektronische Klangerzeuger, häufig unter Verwendung alternativer Stimmungssysteme. In seiner viel beachteten theoretischen Schrift „Meta/Hodos“, die 1961 erschien, entwickelte er eine neue Methode der musikalischen Analyse. Mit seinen umfassenden musikalischen Forschungsarbeiten vor allem auf dem Gebiet der mikrotonalen Harmonik und Akustik wurde er zu einem der „wichtigsten und unterschwellig einflussreichsten Komponisten und Lehrer seiner Generation“. (NZZ)
Als einige seiner vielen Einflüsse nennt er neben Cage und Varèse Charles Ives, Carl Ruggles, sowie „europäische Komponisten“ wie Arnold Schönberg, Anton Webern, Igor Strawinsky und Béla Bartók. Tenneys Idee von Komposition wird von ihm selbst als „organizing sound, or organizing situations where sounds will be produced“ umschrieben: „There aren't any rules anymore. There are conditions, there are relationships that can be pointed out, there are situations, where, if you choose a, that means you are not going to be able to have b. You can't have everything at once. The notion of a rule based creative process is an old fashioned one, that we don't adhere to hear.“
Von 1993 bis 1994 war er Gast des Deutschen Akademischen Austauschdienstes und lebte während dieser Zeit in Berlin. Zuletzt war er Professor an der York University in Toronto und lebte in Valencia (Kalifornien), wo er im Alter von 72 Jahren an Lungenkrebs starb.

## Werke

### Bühnenstücke
- Choreograms, 1964;
- deus ex machina, 1982

### Orchesterwerke
- Quiet Fan for Erik Satie, 1970–71
- For 12 Strings (rising), 1971
- Clang, 1972
- Three Harmonic Studies1, 1974
- Chorales, 1974
- Tangled Rag, strings, 1978
- Forms 1-4 In Memoriam Edgar Varèse, John Cage, Stefan Wolpe, Morton Feldman, 1993
- In a large, open space, 1994
- Spectrum 3, 1995
- Diapason, 1996
- Scend for Scelsi, 1996
- Song'n'Dance for Harry Partch, 1999
- Last Spring in Toronto, 2000

### Klaviermusik
- Music for Player Piano, 1964
- Three Rags, 1969
- Tangled Rag, 1978
- Spectral CANON for Conlon Nancarrow, 1974
- Chromatic Canon, 1980
- Bridge, 1984
- Flocking, 1993
- Ergodos IIIs, 1994
- 3 Pages in the Shape of a Pear, 1995
- Prelude and Toccata, 2001

### Vokalmusik
- Thirteen Ways of looking at a Blackbird (Text Wallace Stevens), 1958
- Postal Piece No. 2: A Rose is a Rose is a Round, 1970
- Hey when I sing these 4 songs hey look what happens, 1971
- Listen…!, 1981
- Sneezles, 1986
- Ain’t I a Woman? (Text Sojourner Truth), 1992